# No Beef
«No Beef» es una canción del disc jockey y productor surinamés Afrojack, con la colaboración del disc jockey estadounidense Steve Aoki. La canción cuenta con la voz de la cantante Miss Palmer. El sencillo se lanzó en formato digital el 27 de agosto de 2011 en los Países Bajos.

## Video musical
Fue lanzado por primera vez en YouTube el 10 de agosto de 2011, tiene una duración de cinco minutos y treinta segundos. Cuenta con imágenes de ambos, Afrojack y Aoki en el escenario y en el backstage. El video también cuenta con una aparición de rapero estadounidense Flo Rida, la ex-conejita y exnovia de Hugh Hefner, Holly Madison y el rapero y productor estadounidense Lil Jon.

## Formatos y remezclas
| Descarga digital |                       |          |  |
| N.º              | Título                | Duración |  |
| 1.               | «No Beef» (Vocal Mix) | 6:01     |  |

| EP en el Reino Unido |                                                                       |          |  |
| N.º                  | Título                                                                | Duración |  |
| 1.                   | «No Beef» (UK Radio Edit)                                             | 2:39     |  |
| 2.                   | «No Beef» (Vocal Mix)                                                 | 6:03     |  |
| 3.                   | «No Beef» (Gigamesh Mix)                                              | 4:45     |  |
| 4.                   | «No Beef» (Nu Tone)                                                   | 5:14     |  |
| 5.                   | «No Beef» (Instrumental Mix)                                          | 6:06     |  |
| 6.                   | «No Beef» (Manufactured Superstars, JQuintel & Jeziel Quintela Remix) | 6:17     |  |

## Posición en listas
| Lista (2011–12)                             | Mejor posición |
| ------------------------------------------- | -------------- |
| Bélgica (Flandes) (Ultratip Bubbling Under) | 5              |
| Bélgica (Valonia) (Ultratip Bubbling Under) | 21             |
| Escocia (The Official Charts Company)       | 19             |
| Francia (SNEP)                              | 42             |
| Países Bajos (Dutch Top 40)                 | 26             |
| Reino Unido (UK Singles Chart)              | 25             |
| Reino Unido (UK Dance Chart)                | 6              |
| Reino Unido (UK Indie Chart)                | 39             |

## Historial de lanzamientos
| País         | Fecha                  | Formato          | Discográfica                     | Ref.   |
| ------------ | ---------------------- | ---------------- | -------------------------------- | ------ |
| Países Bajos | 22 de agosto de 2011   | Descarga digital | Wall Recodings / Spinnin Records | [ 12 ] |
| Reino Unido  | 6 de noviembre de 2011 | Descarga digital | All Around the World Productions | [ 13 ] |